# 大衛·布克納
大衛·布克納（英語：David Bruckner），美國男導演、製片人、編劇和剪輯師，以製作恐怖片聞名。最初憑藉多段式電影《信號》（2007年）章節〈愛瘋了〉（Crazy in Love）和《索命影帶》（2012）章節〈夜間差事〉（Amateur Night）打響名號；2017年推出首部長片執導作《林祭》。

## 早期生活
大衛·布克納在佐治亚州亚特兰大成長。父親是一名警探，母親則是急診室護士。他與A·J·鮑恩、雅各·詹特利一起就讀喬治亞大學；三人之後與丹·布希合作多段式電影《信號》（2007年）。

## 職業生涯
布克納與雅各·詹特利、丹·布希合作編劇和執導多段式電影《信號》。片方利用他們在亞特蘭大的關係組建了一支劇組。概念來自名為精美屍體的超現實主義遊戲，多人合作以完成一個藝術項目。2008年，三人獲獨立精神約翰·卡薩維茲獎提名。當詹特利無法加入《索命影帶》（2012年）時改推薦布克納，兩人最終合作編寫並執導了〈夜間差事〉（Amateur Night）章節。布克納2012年推出了針對主流媒體對酷刑的爭論短片《脫口秀》（Talk Show）。他原定為派拉蒙影業指派的《十三號星期五》重啟導演人選，但據報導已於2015年底退出。三度參與多段式電影的《絕境之南》於2015年上映，他執導了〈事故〉（The Accident）章節。2016年在改編自〈夜間差事〉的《妖物》中擔任執行製片人。
2017年帶來首部長片執導作——《林祭》，改編自亞當·奈韋爾恐怖小說。電影在多倫多國際影展首映，被Netflix收購發行。之後執導了蕾貝卡·霍爾主演的《夜舍》（2020年）。2020年，布克納被聘來擔任《養鬼吃人》重啟作的導演。

## 作品列表
| 年份 | 標題           | 職位 | 職位 | 職位 | 職位 | 附註                   |
| 年份 | 標題           | 導演 | 製片 | 編劇 | 剪輯 | 附註                   |
| ---- | -------------- | ---- | ---- | ---- | ---- | ---------------------- |
| 2007 | 《信號》       | 是   | 否   | 是   | 是   | 章節：〈愛瘋了〉（Crazy in Love）   |
| 2011 | 《脫口秀》（Talk Show） | 是   | 是   | 是   | 是   | 短片                   |
| 2012 | 《索命影帶》   | 是   | 是   | 是   | 是   | 章節：〈夜間差事〉（Amateur Night） |
| 2015 | 《絕境之南》   | 是   | 是   | 是   | 是   | 章節：〈事故〉（The Accident）     |
| 2016 | 《妖物》       | 否   | 執行 | 否   | 否   |                        |
| 2017 | 《林祭》       | 是   | 否   | 否   | 否   |                        |
| 2020 | 《夜舍》       | 是   | 否   | 否   | 否   |                        |
| 2021 | 《戰慄公寓》   | 否   | 執行 | 否   | 否   |                        |
| 2021 | 《索命影帶94》 | 否   | 執行 | 是   | 否   |                        |
| 2022 | 《索命影帶99》 | 否   | 是   | 否   | 否   |                        |
| 2022 | 《養鬼吃人》   | 是   | 否   | 否   | 否   |                        |
| 2023 | 《索命影帶85》 | 是   | 是   | 否   | 否   | 章節：〈全面複製〉（Total Copy） |

## 外部連結
- 大衛·布克納在互联网电影资料库（IMDb）上的資料（英文）